# 捕夢者
《捕夢者》（英語：Dreamcatcher，又譯為《追夢人》）是一部在2015年上映的紀錄片，講述一名前妓女協助其他妓女從良的故事。

## 內容
邁爾斯-鮑威爾有25年當街頭妓女的經驗，遭受過嚴重的身體虐待，還曾經是個吸毒者；從良後，她與另一名前吸毒者丹尼爾斯-威爾遜合作，創立「捕夢者基金會」，避免女性淪為娼妓，並協助性工作者重建新生。在日間，邁爾斯-鮑威爾為女學生和已被判罪的性工作者提供輔導；晚上，她為妓女提供安全套，又給予建議和同情。邁爾斯-鮑威爾堅持不批判這些女性，她為人和藹而有耐性，細心聆聽和觀察，不會強加於人。
《捕夢者》亦展示一些性工作者的故事，他們有男有女，年齡和種族各異。片中，荷馬·金曾是一名淫媒，但他也受惠於捕夢者基金會的服務，不單沒有繼續操控性工作者，還參與基金會的工作，向年輕人披露他以前剝削妓女的手段，並成為邁爾斯-鮑威爾的好友。

## 製作
在拍攝《捕夢者》時，導演隆吉諾托鼓勵片中人物控制電影的內容，因為她認為這部紀錄片是片中人物的電影；隆吉諾托又表示，她在製作過程中不會訪問片中的人員，而會允許他們隨心所欲。電影完成後，隆吉諾托指這部紀錄片並非關於女性受到的壓迫，而是講述反抗的故事，因此她不喜歡關於受害者的電影。

## 反響

### 得分及評論
《捕夢者》在互聯網電影數據庫獲得6.8分的評價（滿分為10分，共有188名用戶參與）。在影評網站爛番茄上，此電影獲得100%的「新鮮度」評分，觀眾評分則為80%；該網站總結出各影評人的共識，讚揚此電影「令人難忘和深深感動，用非凡的真人真事論述社會經濟學的重要觀點」。另一影評網站Metacritic根據11篇專業影評，給予《捕夢者》86分的「Metascore」（滿分為100分），而用戶打分的平均分數則為6分（滿分為10分）。以上數據均截至2015年12月。

### 獎項
《捕夢者》在2015年的辛丹斯電影節獲得「世界紀錄片導演獎」，評語指這部電影富有同情心、而且編排巧妙；電影亦在同一影展被提名獲得「評審團大獎」，但最終沒有獲獎。此電影亦被提名獲得克利夫蘭國際電影節、山形國際紀錄片電影節、耶路撒冷電影節、慕尼黑國際電影節、有色人種促進協會形象獎設有的電影獎項。

## 外部連結

### 官方資訊
- 官方网站
- 《捕夢者》的Facebook專頁
- 《捕夢者》的X（前Twitter）

### 電影主題網站
- 互联网电影数据库（IMDb）上《捕夢者》的资料（英文）
- 爛番茄上《捕夢者》的資料（英文）
- Metacritic上《捕夢者》的資料（英文）
- YouTube上的Dreamcatcher - Official Trailer